# Ролингз, Билл
Уи́льям Э́рнест Ро́лингз (англ. William Ernest Rawlings; 3 января 1896 — 25 сентября 1972), также известный как Билл Ролингз (англ. Bill Rawlings) — английский футболист, центральный нападающий.

## Футбольная карьера
Начал футбольную карьеру в клубе «Андовер», затем играл в футбол в армии. Профессиональную карьеру начал в «Саутгемптоне» в послевоенный период. В сезоне 1919/20 забил 19 голов в Южной футбольной лиге. В 1920 году «святые» были избраны в Футбольную лигу, став основателями Третьего дивизиона. В сезоне 1920/21 Ролингз стал лучшим бомбардиром клуба, забив 22 мяча в чемпионате и кубке, а «Саутгемптон» занял в лиге 2-е место. В следующем сезоне Билл забил за свою команду 32 мяча, чем привлёк внимание руководства национальной сборной Англии, после чего провёл за неё 2 матча (против Уэльса и Шотландии в 1922 году). Также в сезоне 1921/22 «Саутгемптон» выиграл Третий южный дивизион и вышел во Второй дивизион.
В сезоне 1922/23 «святые» заняли во Втором дивизионе 11-е место, Ролинз забил 14 мячей. В сезоне 1923/24 Билл отличился 21 раз, в третий раз за четыре года став лучшим бомбардиром клуба в сезоне. На протяжении последующих четырёх сезонов он также становился лучшим бомбардиром команды, забив 16 голов в сезоне 1924/25, 20 голов — в сезоне 1925/26, 28 голов — в сезоне 1926/27 и 21 гол — в сезоне 1927/28. Он также помог «Саутгемптону» добраться до полуфинала Кубка Англии в сезоне 1926/27, в котором «святые» проиграли «Арсеналу» со счётом 2:1 (при этом забив гол в этом матче). В общей сложности он забил за клуб 193 гола в 364 матчах в лигах и Кубке Англии. Билл Ролинз занимает третье место в списке лучших бомбардиров «Саутгемптона» в истории клуба (после Мика Ченнона и Мэтта Ле Тиссье).
В марте 1928 года перешёл в клуб Первого дивизиона «Манчестер Юнайтед» за 4000 фунтов. Дебютировал за «Юнайтед» 14 марта 1928 года в матче против «Эвертона», забив единственный гол в этой игре. 7 апреля 1928 года сделал хет-трик в ворота «Бернли». Всего за неполные два месяца, проведённые в «Манчестер Юнайтед» в сезоне 1927/28 Ролингз забил 10 мячей. В сезоне 1928/29 он провёл за клуб 20 матчей, но забил только 6 мячей. 14 сентября 1929 года сделал свой второй хет-трик в футболке «Юнайтед» в игре против «Мидлсбро», завершившейся со счётом 3:2. Эти три мяча в ворота «Мидлсбро» стали последними голами, забитыми Биллом за клуб. Всего он провёл за «Манчестер Юнайтед» 36 матчей и забил 19 мячей.
В ноябре 1929 года Билл Ролингз перешёл в клуб «Порт Вейл» за «четырёхзначную» сумму. Он забил в своём дебютном матче за «Вейл» в ворота клуба «Аккрингтон Стэнли» 9 ноября. Затем он провёл за клуб ещё 5 матчей, получив серьёзную травму лодыжки в игре против «Стокпорт Каунти» 25 декабря 1929 года. По итогам сезоне 1929/30 «Порт Вейл» выиграл титул Третьего северного дивизиона. Ролингз восстановился после травмы к весне 1930 года, но не смог пробиться в основной состав. В 1930 году перешёл в клуб «Нью-Милтон». Позднее в том же 1930 году стал игроком клуба «Ньюпорт» с острова Уайт, за который выступал до 1933 года, после чего завершил игровую карьеру.

## Статистика выступлений
| Клуб              | Сезон   | Дивизион                 | Лига | Лига | Кубок Англии | Кубок Англии | Итого | Итого |
| Клуб              | Сезон   | Дивизион                 | Игры | Голы | Игры         | Голы         | Игры  | Голы  |
| ----------------- | ------- | ------------------------ | ---- | ---- | ------------ | ------------ | ----- | ----- |
| Саутгемптон       | 1920/21 | Третий южный дивизион    | 39   | 18   | 4            | 4            | 43    | 22    |
| Саутгемптон       | 1921/22 | Третий южный дивизион    | 38   | 30   | 3            | 2            | 41    | 32    |
| Саутгемптон       | 1922/23 | Второй дивизион          | 35   | 12   | 9            | 2            | 44    | 14    |
| Саутгемптон       | 1923/24 | Второй дивизион          | 36   | 19   | 5            | 2            | 41    | 21    |
| Саутгемптон       | 1924/25 | Второй дивизион          | 41   | 14   | 5            | 2            | 46    | 16    |
| Саутгемптон       | 1925/26 | Второй дивизион          | 35   | 20   | 2            | 0            | 37    | 20    |
| Саутгемптон       | 1926/27 | Второй дивизион          | 38   | 23   | 6            | 5            | 44    | 28    |
| Саутгемптон       | 1927/28 | Второй дивизион          | 32   | 20   | 1            | 1            | 33    | 21    |
| Саутгемптон       | Итого   | Итого                    | 294  | 156  | 35           | 18           | 329   | 174   |
| Манчестер Юнайтед | 1927/28 | Первый дивизион          | 12   | 10   | 0            | 0            | 12    | 10    |
| Манчестер Юнайтед | 1928/29 | Первый дивизион          | 19   | 6    | 1            | 0            | 20    | 6     |
| Манчестер Юнайтед | 1929/30 | Первый дивизион          | 4    | 3    | 0            | 0            | 4     | 3     |
| Манчестер Юнайтед | Итого   | Итого                    | 35   | 19   | 1            | 0            | 36    | 19    |
| Порт Вейл         | 1929/30 | Третий северный дивизион | 5    | 2    | 1            | 0            | 6     | 2     |

## Достижения
Саутгемптон
- Чемпион Третьего южного дивизиона: 1921/22

Порт Вейл
- Чемпион Третьего северного дивизиона: 1929/30[5]

Сборная Англии
- Второе место на Домашнем чемпионата Британии: 1921/22